# 6375 Fredharris
6375 Fredharris è un asteroide della fascia principale. Scoperto nel 1986, presenta un'orbita caratterizzata da un semiasse maggiore pari a 3,1669462 UA e da un'eccentricità di 0,1691508, inclinata di 1,60422° rispetto all'eclittica.